# Xinxing (socken i Kina, Zhejiang)
Xinxing (kinesiska: 新兴, 新兴乡) är en socken i Kina. Den ligger i provinsen Zhejiang, i den östra delen av landet, omkring 210 kilometer söder om provinshuvudstaden Hangzhou. Antalet invånare är 8171. Befolkningen består av 3 960 kvinnor och 4 211 män. Barn under 15 år utgör 15,0 %, vuxna 15-64 år 72 %, och äldre över 65 år 12,0 %.
Genomsnittlig årsnederbörd är 2 326 millimeter. Den regnigaste månaden är juni, med i genomsnitt 461 mm nederbörd, och den torraste är oktober, med 53 mm nederbörd.